# Cucurbitaria euonymi
Cucurbitaria euonymi är en svampart som beskrevs av Cooke 1874. Cucurbitaria euonymi ingår i släktet Cucurbitaria och familjen Cucurbitariaceae.   Inga underarter finns listade i Catalogue of Life.